# La Tranclière
La Tranclière település Franciaországban, Ain megyében. Lakosainak száma 288 fő (2022. január 1.). La Tranclière Certines, Dompierre-sur-Veyle, Druillat, Lent és Saint-Martin-du-Mont községekkel határos.

## Népesség
A település népességének változása:
| Lakosok száma | 170  | 212  | 254  | 305  | 298  | 292  | 286  | 288  | 284  | 288  |
|               | 1968 | 1982 | 1990 | 2006 | 2013 | 2015 | 2017 | 2019 | 2020 | 2022 |